# Saint-Bohaire
Saint-Bohaire település Franciaországban, Loir-et-Cher megyében. Lakosainak száma 493 fő (2022. január 1.). Saint-Bohaire La Chapelle-Vendômoise, Fossé, Landes-le-Gaulois és Saint-Lubin-en-Vergonnois községekkel határos.

## Népesség
A település népessége az elmúlt években az alábbi módon változott:
| Lakosok száma | 351  | 398  | 395  | 328  | 504  | 488  | 497  | 497  | 492  | 493  |
|               | 1968 | 1982 | 1990 | 2006 | 2013 | 2015 | 2017 | 2019 | 2020 | 2022 |